# Xã Sand Creek, Quận Scott, Minnesota
Xã Sand Creek (tiếng Anh: Sand Creek Township) là một xã thuộc quận Scott, tiểu bang Minnesota, Hoa Kỳ. Năm 2010, dân số của xã này là 1.521 người.